# Nastro Azzurro
A Nastro Azzurro (nevének jelentése: kék szalag) a külföldön legnagyobb mennyiségben forgalmazott olasz sör. A Peronihoz tartozó márka Olaszországon kívül 55 országban kapható, de míg külföldön ráírják a Peroni szót is, addig otthon nem. Neve az Atlanti-óceán leggyorsabb átszeléséért járó Kék Szalag díjból ered, amelyet 1933-ban egy olasz hajó, a Rex nyert el.

## Jellemzői
Az 5,1% alkoholtartalmú, alsó erjesztéssel készülő, lager típusú, világos színű Nastro Azzurro jellegzetessége, hogy kukoricát is tartalmaz. Alapanyagnak kizárólag genetikailag nem módosított Nostrano típusú kukurocát használnak. Fogyasztását 5–6 °C-on ajánlják.

## Története
A Nastro Azzurrót a Peroni 1963-ban hozta létre azzal a céllal, hogy egy magas minőségű, külföldön is elismert és nagy mennyiségben exportált olasz sör szülessen meg. Stílusát az akkor Amerikában divatos sörök egyszerűsége inspirálta. Két évvel alapítása után első díjat nyert egy világszintű sörválogató versenyen, 1994-ben pedig támogatói szerződést között Valentino Rossi motorversenyzővel és a Velencei Nemzetközi Filmfesztivállal is. 1999-ben a nemzetközi sör- és ciderversenyen bronzérmet kapott, majd a következő években több hasonló versenyen is éremmel jutalmazták. 2003-ban a Peronival együtt a márkát felvásárolta a SABMiller multinacionális cég. 2013-ban, a megszületés 50. évfordulóján megújították a csomagolást, egy évvel később pedig bevezették a 0,25 literes, egyedi formájú üvegben kapható Piccola nevű változatot.

## Képek

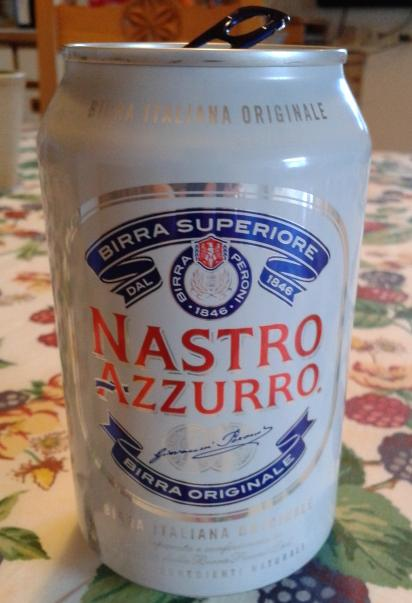
Dobozos Nastro Azzurro
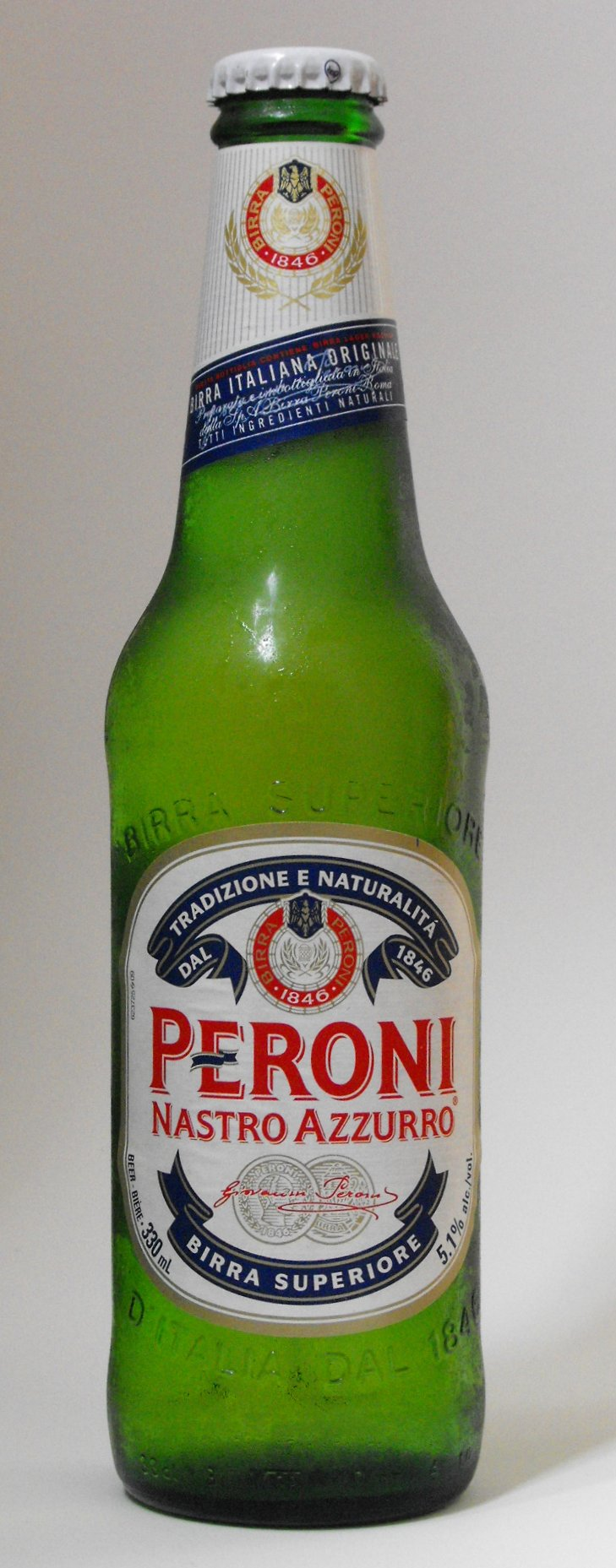
Külföldön kapható, Peroni feliratos Nastro Azzurro
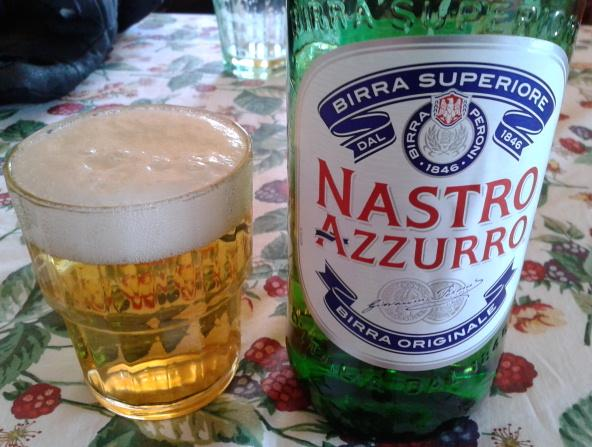
Pohár és üveg
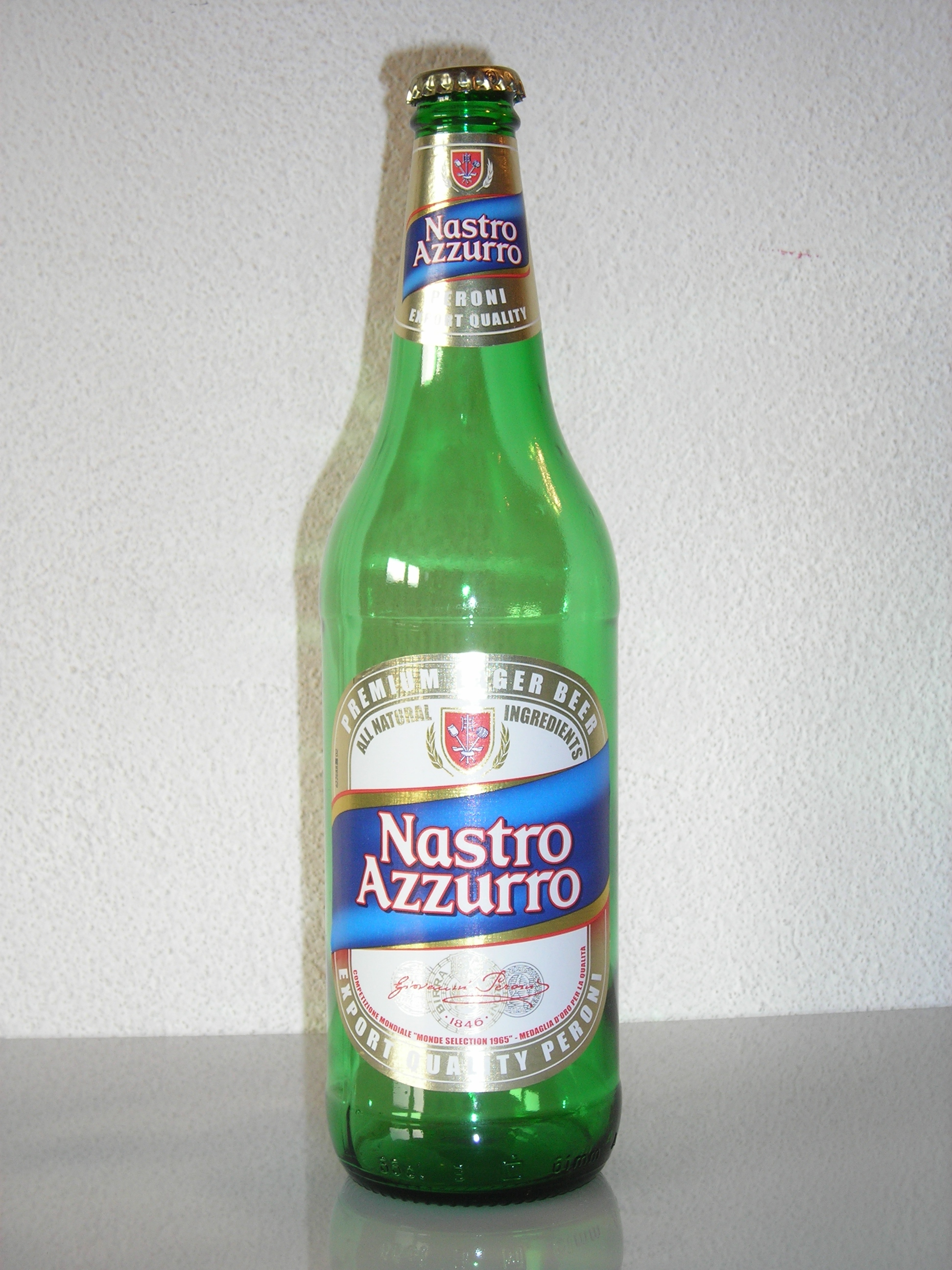
Exportált Nastro Azzurro